# Sítio Morrinhos
O Sítio Morrinhos ou Chácara de São Bento  é um conjunto arquitetônico, que é constituído pela casa principal construída durante o século XVIII, e algumas construções anexas construídas entre os séculos XIX e XX, e integra o acervo de Casas Históricas, sob a responsabilidade do Museu da Cidade de São Paulo, anteriormente administradas pelo  Departamento do Patrimônio Histórico, (DPH) da Secretaria Municipal de Cultura de São Paulo. Se localiza na Rua Santo Anselmo, no Jardim São Bento, distrito de Casa Verde, Zona Norte de São Paulo.
O Sítio também abriga o Museu e Centro de Arqueologia de São Paulo, cujo acervo e administração seguem sob responsabilidade do DPH. Coordenado por Paula Nishida, o local é dedicado às escavações e pesquisas científicas desse Departamento da Secretaria Municipal de Cultura da capital. O acervo do museu apresenta cerca de 1 milhão de peças.
Todo o local está instituído no centro de uma grande área verde, que é formada por diversas árvores.

## Histórico
O Departamento do Patrimônio Histórico (DPH) fez uma extensa e intensa pesquisa, no ano de 1983, sobre a história do complexo. Logo, contribuiu com as investigações arqueológicas e arquitetônicas. A historiadora Márua Roseni Pacce foi a líder em todo esse processo. Assim, foi a responsável pela pesquisa da “descoberta” da história daquele imóvel. Ela realizou um trabalho árduo em conjunto com arqueólogos, especialistas em restauração e outros profissionais.
Dr. Paulo Zanettini, proprietário da empresa Zanettini Arqueologia, coordenador dos projetos arqueológicos executados no local, conta um pouco do processo com as seguintes palavras “Comecei meu aprendizado no sítio Morrinhos na década de 1980, regressando há pouco tempo para realizar novas investigações. É um trabalho muito gratificante pois o Sítio de é de grande relevância para a história da Zona Norte e São Paulo como um todo”.
Segundo o levantamento, a casa sede foi construído em 1702. A título de curiosidade, é válido saber que essa data está escrita na madeira da porta de entrada principal da casa e os primeiros proprietários foram D. Antônio Mendes de Almeida, Capitão José de Góes e Moraes, Coronel Luiz Antônio Neves de Carvalho, Francisco Antônio Baruel, Conde de Milleville. Além disso, foi descoberto que a propriedade foi usada como chácara de descanso e, também, casa sede de fazenda onde eram desenvolvidas inúmeras atividades rurais, como, por exemplo, fabricação de cerâmica, cultivo de arroz e outras lavouras, criação de gado e outros animais. A mão de obra utilizada pelos proprietários era essencialmente escrava. As outras construções foram anexadas ao complexo Sítio Morrinhos em meados do século XIX e início do século XX.
Dom Miguel Kruse idealizava a construção de uma universidade na cidade de São Paulo na região, onde construiu o Observatório Oficial de São Bento. Além de centro de pesquisas científicas o local era um espaço de lazer para os alunos do Colégio e Faculdade de São Bento. Por diversos motivos o observatório cessou suas atividades na década de 1940.
Em 1902, exatamente duzentos anos após sua construção, o complexo foi levado a leilão porque o conde não conseguir pagar aos seus credores. Na ocasião, foi comprada pela Associação Pedagógica Paulista, que representava o Mosteiro de São Bento. Por isso, o antigo sítio passou a ter uma nova função, servido de chácara para descanso dos membros do mosteiro nos finais de semana. Até o final dos anos 40, a propriedade ficou em poder do Mosteiro de São Bento. Após isso, houve uma negociação, na qual a empresa Camargo Corrêa S/A virou a nova proprietária.
Em 1948, isso permitiu o loteamento da área em volta do sítio que acabou por ser nomeada de Jardim São Bento. Esse nome é uma homenagem ao mosteiro dos donos anteriores. A área do sítio de fato foi doada à Prefeitura de São Paulo por Sebastião Ferraz de Camargo, que é um dos sócios da Camargo Correa.
Após esses acontecimentos, as duas partes tiveram destinos bem distintos. Enquanto o novo bairro, Jardim São Bento, prosperou e tornou-se uma excelente região para se morar, com ruas largas, arborizadas e moradias de alto padrão, o sítio, por sua vez, sofreu forte deterioração com o passar dos anos.

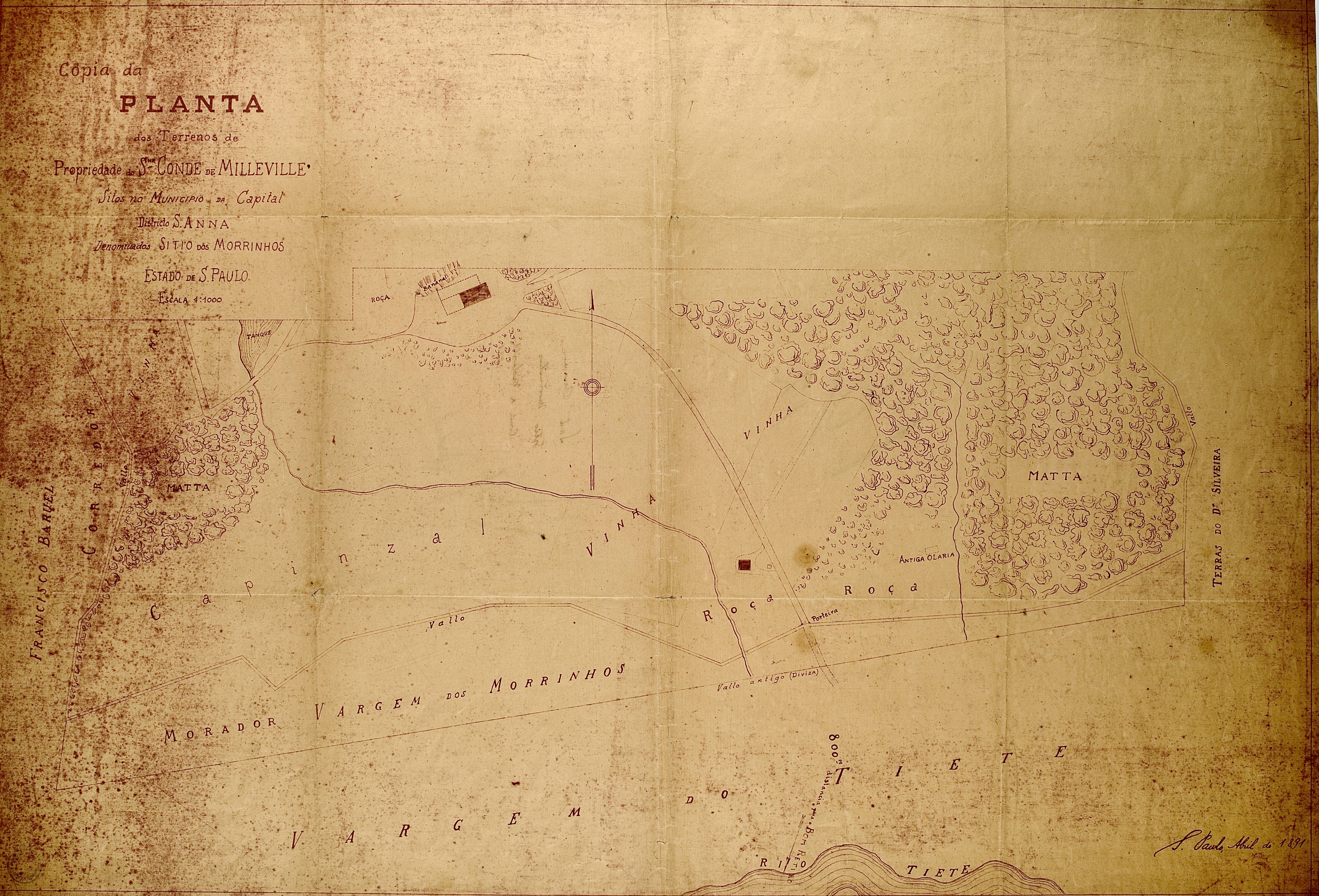
Sitio Morrinhos, região em um mapa antigo da cidade de São Paulo/SP -Acervo do Museu Paulista. Domínio Público.

Erguido em taipa de pilão, o Sítio Morrinhos sobreviveu sem restaurações durante décadas. Como ele nunca foi aberto ao público desde que foi doado, ficou consideravelmente esquecido. Porém, o rumo desse sítio mudou, quando sofreu uma intervenção estrutural na década de 80, período no qual o abandono estava no auge.
Após as obras de emergência, em 1984, o Sítio Morrinhos só seria contemplado com um restauro completo quase 20 anos mais tarde, em 2000. Um minucioso processo de restauração foi executado, após exaustivas pesquisas históricas e trabalho de prospecção arqueológica. Alguns anos mais tarde, já completamente restaurado, o sítio foi aberto à visitação oferecendo um acervo de peças arqueológicas.

### Significado
Rodolfo Bueno, um dos moradores do bairro Jardim São Bento, relata com forte nostalgia as idas ao imóvel durante a infância  “O Sítio Morrinhos é muito significativo pois me faz recordar doces lembranças da minha infância, quando eu era menino costumava ir até lá na companhia dos meus pais, naquela época havia um caseiro que cuidava do local, não consigo lembrar o seu nome, mas lembro bem do seu jeito simples e prestativo. Ele mantinha, por conta própria, uma pequena granja e de lá tirava o seu sustento com a venda de galinhas, ovos, pintinhos e porcos. Eu adorava ir naquele lugar, ficava observando aquelas árvores lá da frente, e elas continuam lá do mesmo jeitinho que conheci”.

## Estrutura
O complexo é constituído por uma casa sede, bandeirista típica do período colonial, e construções anexas. Dentre elas, tem um auditório, área de atividades e uma biblioteca especializada em arqueologia, onde é possível fazer consultas e fotografar registros do seu interesse pessoal pela história arqueológica.
Foi construída em de taipa de pilão, técnica que comprime e soca a terra em fôrmas de madeira e dispõe em camadas até atingir a espessura desejada. As construções anexas são de alvenaria de tijolos e foram erguidas posteriormente, em meados do século XIX e início do século XX.
A estrutura do local eleva ao período em que os bandeirantes exploravam partes da cidade em busca de riquezas e se instalavam nas localidades próximas. Além de tudo isso, o complexo possui um extensa área verde.

## Curiosidades
A construção
As construções paulistas deste período são caracterizadas pela Taipa de Pilão e no Sítio Morrinhos a taipa foi usada para a construção da casa principal. A casa principal possui traços da arquitetura bandeirista, e a estrutura da casa apresenta no andar térreo cinco cômodos e um alpendre, e no segundo andar existe apenas um pequeno quarto para dormir (camarinha). E as construções anexas que serviam como senzalas antigamente, são construídas de alvenaria de tijolos.
O complexo
O espaço é muito visitado por escolas. Entretanto, não recebe a quantidade de visitas que se espera de um museu e sítio arqueológico deste porte. 
A quantidade de visitantes por mês é em média de 570. Dentre eles, os estudantes de arquitetura são maioria.
No local, além do centro de arqueologia e do espaço expositivo, existe também auditório que contém diversos equipamentos de áudio e imagem voltados para realização de palestras.
Além de todos esses itens, há também uma área de atividades e uma biblioteca especializada em arqueologia.
Atualmente, calcula-se uma área de preservação total de 20 mil metros quadrados.

## Centro de Arqueologia de São Paulo
O museu Sitio Morrinhos também é sede do Centro de Arqueologia de São Paulo desde 2009. O foco principal do Centro é a arqueologia paulistana e suas descobertas científicas. Os documentos e artefatos são dos séculos XVIII ao XX, provenientes das escavações e pesquisas arqueológicas realizadas pelo Departamento de Patrimônio Histórico (DPH) em toda a capital paulista. No total, o acervo tem 100 mil objetos. Os itens exibidos são de até 8 mil anos atrás e conta histórias desde a pré-história até os dias atuais. A maior parte destes estão em caixas, longe da vista do público.
O financiamento do Centro foi feito através de uma compensação judicial. Em 2006, o Sítio Lítico do Morumbi (um dos principais terrenos arqueológicos de São Paulo) ficou em poder de três imobiliárias que o danificaram em uma obra realizada. As empresas foram processadas pelo Ministério Público Federal e foram obrigadas a pagar pela manutenção das obras de conservação do Sitio Morrinhos e a implementação do Centro.
Além disso, é importante saber que o Centro é coordenado pela arqueóloga Paula Noshida desde 2010. Em um relato, Paula conta um pouco sobre o trabalho dos profissionais da sua área: “Nós arqueólogos trabalhamos com um contexto, uma somatória de fatores e dados que possam nos informar sobre as populações, sociedades ou grupos que produziram essas peças. Dito assim, considero todas as peças interessantes, principalmente o conjunto de artefatos que representam o Sítio Lítico do Morumbi, pois nos traz a história das populações que habitaram a cidade de São Paulo entre 5 mil ou 6 mil anos atrás e que não é conhecida para a maioria das pessoas”.
Localização
O sítio está localizado no alto do morro na Rua Santo Anselmo, nº 102, Jardim São Bento, distrito de Casa Verde, zona norte de São Paulo. Ele é rodeado por muitas árvores frondosas. Assim, mesmo tendo uma placa de atrativo turístico, passa desapercebido pelas pessoas que transitam na Avenida Braz Leme, há aproximadamente de 290 metros de distância. Existem pontos muito conhecidos em volta do sítio, como o Campo de Marte, a Marginal Tietê e os prédios do centro. De dentro do sítio, em meio as árvores, dá para vê-los.<ref name=":0" /